# Banc d'essai (bande dessinée)
Banc d'essai est une série de bande dessinée française dont les deux protagonistes sont Ze fabulous Rudolf und ze incredibeul Valentinaz.
Créée par la Toto Brother's Company, elle est publiée dans Pif gadget depuis 2004.
Les deux héros, dans des gags le plus souvent d'une page, mettent au banc d'essai les expériences les plus folles, comme convoyer du bétail au Far-West ou organiser un méga-géant-réveillon en Alaska.
Un recueil de leurs planches a été publié par Le Gang éditeurs en 2013 sous le titre Banc d'essai Vive le risque !!!